# Robin Pacek
Robin Viktor Pacek (ur. 17 marca 1991) – szwedzki judoka. Dwukrotny olimpijczyk. Zajął dziewiąte miejsce w Tokio 2020 i szesnaste w Rio de Janeiro 2016. Walczył w wadze półśredniej.
Uczestnik mistrzostw świata w 2011, 2013, 2014, 2015, 2018, 2019 i 2021. Startował w Pucharze Świata w 2011, 2012, 2014 i 2018. Brązowy medalista mistrzostw Europy w 2016 i siódmy w 2012 roku.
Jego ojciec Ryszard Pacek był polskim zapaśnikiem, który wyemigrował do Szwecji w czasie stanu wojennego.
Jego brat Martin Pacek, także był judoką i olimpijczykiem z  igrzysk Rio de Janeiro 2016.

## Letnie Igrzyska Olimpijskie 2016
| Konkurencja | Eliminacje             | Klas. końcowa |
| Konkurencja | Przeciwnik I           | Miejsce       |
| ----------- | ---------------------- | ------------- |
| 81 kg       | Travis Stevens (USA) P | 16.           |

## Letnie Igrzyska Olimpijskie 2020
| Konkurencja | Eliminacje               | Eliminacje               | Eliminacje             | Klas. końcowa |
| Konkurencja | Przeciwnik I             | Przeciwnik II            | Przeciwnik III         | Miejsce       |
| ----------- | ------------------------ | ------------------------ | ---------------------- | ------------- |
| 81 kg       | Housni Thaoubani (COM) Z | Alain Aprahamian (URU) Z | Matthias Casse (BEL) P | 9.            |